# Stygia australis
Stygia australis là một loài bướm đêm thuộc họ Cossidae. Loài này được tìm thấy ở Pháp, Ý, Bồ Đào Nha và Tây Ban Nha.
Ấu trùng của loài này ăn rễ của các loài thuộc chi Echium.